# El caballo en movimiento

"El caballo en movimiento", Eadweard Muybridge (1878)

El caballo en movimiento (Race Horse en inglés) fue un experimento visual realizado entre 1872 y 1878 en los Estados Unidos por el fotógrafo e investigador británico Eadweard Muybridge (1830-1904), en el cual se observan de forma secuencial varias imágenes con el objetivo inicial de analizar el galope de un caballo. A pesar de que esta prueba fue trascendental para la evolución y el análisis de la cronofotografia, el ingenio de Muybridge y sus futuros trabajos dentro de este campo de estudio serían clave para la invención del cinematógrafo de los hermanos Lumière y el asentamiento de las bases que, casi veinte años después, originarían lo que hoy en día conocemos como cine.

## Causa de la investigación
En el año 1872, surgió una gran polémica entre dos grupos de aficionados a los hipódromos sobre una cuestión relacionada con la percepción ocular y el movimiento. Esta división ideológica fue encabezada por dos personalidades muy importantes de la California de la época: Leland Standford, exgobernador del propio Estado y presidente de la red ferroviaria Central Pacific Railway, y James Keene, presidente de la Bolsa de San Francisco.
El dilema era el siguiente: el bando de Stanford sostenía que había un instante, durante el trote largo o el galope, en el que el caballo no apoyaba ningún casco en el suelo; por otro lado, Kenne y sus amigos no compartían la teoría y descartaban que el animal pudiera mantenerse en el aire durante unas milésimas de segundo. Puesto que en aquellos años no  había manera directa de comprobar quién tenía razón recurriendo a la propia actividad de observar atentamente a los caballos, los dos forofos optaron por pedir ayuda a Muybridge para así zanjar la controversia. Stanford pensaba que, si se fotografiaban las diferentes etapas del trayecto, conseguirían ver completamente los movimientos del caballo. El fotógrafo, que se había ganado su reputación con las imágenes del parque Yosemite y la ciudad de San Francisco,  accedió a resolver la situación.

## Intentos del experimento

### Primer caso (1872)
En esta prueba inicial, Muybridge fotografió al caballo Occidente trotando a unos 35 km/h en el hipódromo de Sacramento. Sin depositar muchas esperanzas en un resultado aceptable, pidió a los vecinos de la zona que le dejaran muchas sábanas blancas para colgarlas alrededor de la pista como fondo de las futuras imágenes, puesto que así destacaría únicamente el animal. El dispositivo que utilizó para realizar el experimento (que valía una fortuna y que Stanford decidió pagar) consistía en 24 cabinas oscuras, repartidas por toda la pista, y dentro de las cuales se encontraba una placa de colodión húmedo. Debido a que estas estructuras dejaban de ser sensibles al cabo de unos minutos, era necesaria una gran coordinación entre los técnicos que controlaban cada cabina. En el momento en que el silbato sonaba y el caballo salía de la cuadra, los aparatos (previamente cargados) lo fotografiaban en el momento justo gracias a unas pequeñas cuerdas que el animal rompía cuando pasaba por delante de la cabina.
El resultado final no fue satisfactorio, puesto que Muybridge se topó con varios inconvenientes a la hora de captar el movimiento. A veces, las cuerdas conectadas a los dispositivos no se rompían y, en consecuencia, estos caían y eran arrastrados. Además, el colodión húmedo exigía un tiempo determinado para obtener una buena imagen. Harían falta, por lo tanto, algunos meses para mejorar el sistema fotográfico.

### Segundo caso (1873)
Muybridge desistió durante un tiempo de estos experimentos, y fue entonces cuando realizó un viaje por América Central y América del Sur con el objetivo de ejercer como fotógrafo. Al volver al año siguiente, retomó el reto. En este caso, no obstante, tendría más éxito. El investigador se percató de que los primeros intentos de captación fallaron porque el obturador manual era demasiado lento para conseguir un tiempo de exposición tan breve como el que se necesitaba. Por este motivo, inventó un obturador mecánico que consistía en dos hojas de madera que se deslizaban verticalmente por las ranuras de un marco y dejaban descubierta una apertura de 20 centímetros, por la cual pasaba la luz. Es decir, con este sistema se obtenía un tiempo de exposición de 1/500 segundos.
Puesto que se consiguió producir mejores negativos, era posible entonces reconocer la silueta del caballo. Eso fue una gran noticia para el bando de Stanford, ya que en la serie de imágenes se encontraba la solución al misterio que tanto tiempo había mantenido inquietos a los forofos: en un instante determinado, las cuatro patas del animal aparecían elevadas. El exgobernador tenía razón, y había ganado la apuesta.

### Tercer caso (1878)
Stanford, impresionado con el resultado del experimento, que se conocería más tarde bajo el título de "El caballo en movimiento", encargó la investigación de un estudio fotográfico para poder captar todas las fases sucesivas del movimiento de un caballo. Los experimentos se retomaron en el reformado rancho de Stanford durante el verano de 1878 en Palo Alto, California. Aunque con una exposición ligeramente insuficiente (debido a las dificultades técnicas de la época), la serie de fotografías resultante mostraba claramente todos los movimientos de una yegua de carreras de Kentucky llamada Sally Gardner. Muybridge pintó los negativos para que solo se viera la silueta de la yegua, las patas de la cual adoptaban posiciones inconcebibles. El resultado fue una secuencia de 12 fotografías que se realizó aproximadamente en medio segundo. Gracias a este experimento, Muybridge ideó una nueva técnica en la que la pista tenía una longitud de unos 40 metros. Paralelamente, había una batería fija con 24 cámaras fotográficas, y en ambos extremos de la pista, colocadas en ángulos de 90° y de 60°,  había otras dos baterías de cámaras. En cada instante se disparaban sincrónicamente tres cámaras, una de cada batería. Se impresionaban placas secas a una velocidad de obturación graduable que podía regularse desde varios segundos hasta la altísima velocidad de 1/6000 de segundo (dependiendo de la velocidad del sujeto a fotografiar). Además, Muybridge sustituyó el sistema de rotura de las cuerdas por un temporizador a base de un tambor rotatorio que giraba de acuerdo con la velocidad del sujeto y que, en los instantes adecuados, enviaba impulsos eléctricos a las cámaras.